# Rowena Green Matthews

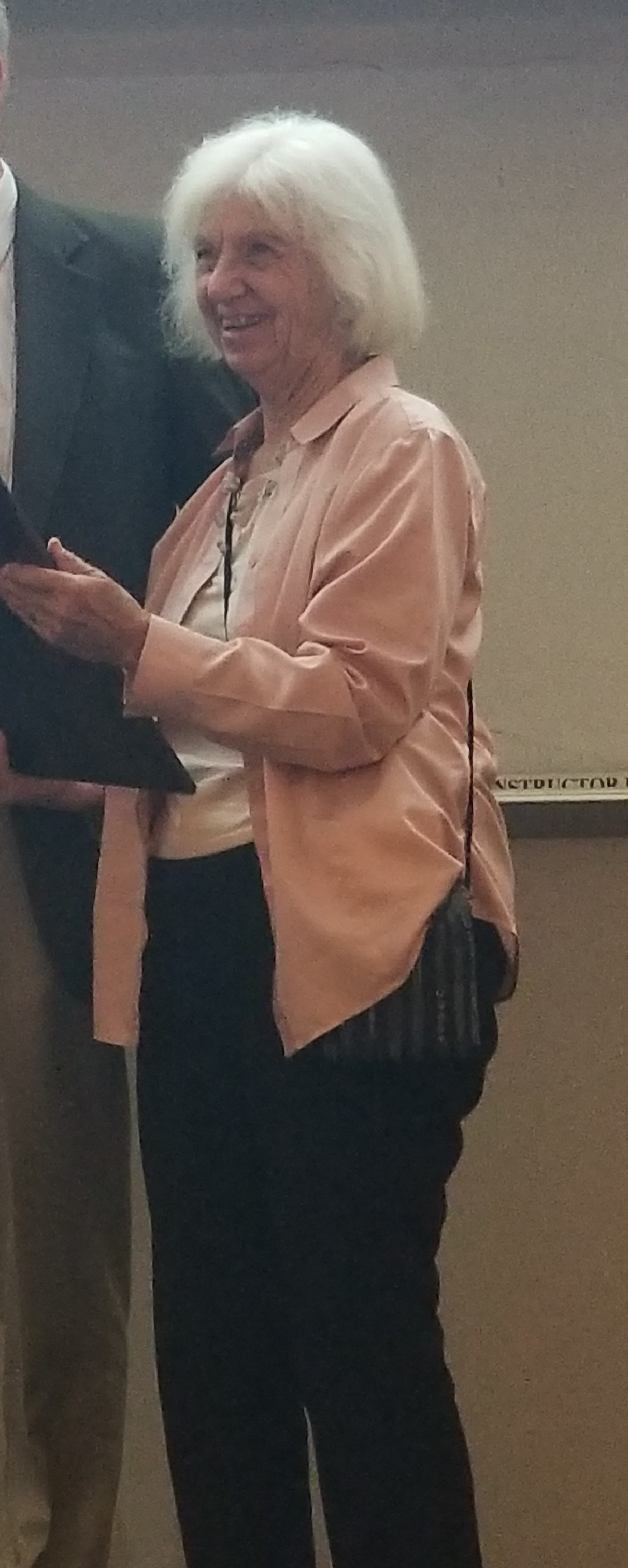
Rowena Green Matthews, 2019

Rowena Margaret Green Matthews (* 20. August 1938 in Cambridge, England) ist eine US-amerikanische Biochemikerin und Biophysikerin.

## Leben
Rowena Green Matthews kam 1938 als erstgeborene Tochter von David E. Green und Doris Cribb in Cambridge zur Welt. Ihr aus den Vereinigten Staaten stammender Vater forschte als Biochemiker an der University of Cambridge, wo er 1934 promoviert hatte, und ihre in Cambridge geborene Mutter arbeitete als Direktorin der Designabteilung an der Cambridge School of Art. 1940 zog die Familie in die USA. Den Großteil ihrer Jugend verbrachte sie in New York City und Madison, Wisconsin, wo ihr Vater ab 1948 an der University of Wisconsin–Madison 35 Jahre wirkte.
1956 ging sie an das Radcliffe College in Cambridge, Massachusetts, wo sie 1960 ihren Bachelorabschluss in Biologie machte. Danach arbeitete sie einige Jahre an der Harvard University im Labor von George Wald, der 1967 für die Untersuchung der physiologischen und chemischen Sehvorgänge im Auge gemeinsam mit Ragnar Granit und Haldan Keffer Hartline den Nobelpreis für Physiologie oder Medizin bekam, was sie zur Einschlagung einer akademischen Laufbahn animierte. 1965 ging sie an die University of Michigan, wo sie 1969 in Biophysik mit der Arbeit Free and complexed forms of old yellow enzyme: their physical and catalytic properties promovierte.
Rowena Green Matthews bekam später eine Stelle als Post-Doktorand am Department of Biological Chemistry der University of Michigan Medical School, wo sie später Professorin wurde und 1995 den Titel G. Robert Greenberg Distinguished University Professor of Biological Chemistry erwarb. Weiterhin war sie Professorin für Chemie am College of Literature, Science, and the Arts (LSA) der Universität; heute jeweils Professor emeritus. In ihren Forschungen untersuchte sie die Mechanismen von Enzymen die Folsäure und Cobalamine als Cofaktor benutzen sowie die Funktion der Methylentetrahydrofolat-Reduktase (MTHFR) und identifizierte mit ihren Kollegen das MTHFR-produzierende Gen. An der Kristallstrukturanalyse von MTHFR war dabei das Labor von Martha L. Ludwig beteiligt.
Rowena Green Matthews ist verheiratet mit dem Orthopäden Larry Matthews, mit dem sie zwei Kinder hat. Ihre Nichte Tammy Baldwin ist seit 2013 US-Senatorin von Wisconsin.

## Auszeichnungen (Auswahl)
- 2000: William C. Rose Award (American Society for Biochemistry and Molecular Biology)[5]
- 2001: Repligen Corporation Award in the Chemistry of Biological Processes (American Chemical Society, ACS)[6]
- 2002: Mitglied der National Academy of Sciences[7]
- 2005: Mitglied der American Academy of Arts and Sciences[8]
- 2009: Mitglied der American Philosophical Society[9]

## Veröffentlichungen (Auswahl)
- R. G. Matthews, R. Hubbard, P. K. Brown, G. Wald: Tautomeric Forms of Metarhodopsin. In: The Journal of General Physiology. Vol. 47, Nr. 2, 1963, S. 215–240, doi:10.1085/jgp.47.2.215.
- C. Thorpe, R. G. Matthews, C. H. Williams Jr.: Acyl-coenzyme A dehydrogenase from pig kidney. Purification and properties. In: Biochemistry. Vol. 18, Nr. 2, 1979, S. 331–337, doi:10.1021/bi00569a016.
- C. L. Drennan, S. Huang, J. T. Drummond, R. G. Matthews, M. L. Ludwig: How a protein binds B12: A 3.0 A X-ray structure of B12-binding domains of methionine synthase. In: Science. Vol. 266, Nr. 5191, 1994, S. 1669–1674, doi:10.1126/science.7992050.
- P. Frosst, H. J. Blom, R. Milos, P. Goyette, C. A. Sheppard, R. G. Matthews, G. J. H. Boers, M. den Heijer, L. A. J. Kluijtmans, L. P. van den Heuvel, R. Rozen: A candidate genetic risk factor for vascular disease: A common mutation at the methylenetetrahydrofolate reductase locus. In: Nature Genetics. Vol. 10, 1995, S. 111–113.
- B. D. Guenther, C. A. Sheppard, P. Tran, R. Rozen, R. G. Matthews, M. L. Ludwig: The structure and properties of methylenetetrahydrofolate reductase from Escherichia coli suggest how folate ameliorates human hyperhomocysteinemia. In: Nature Structural & Molecular Biology. Vol. 6, 1999, S. 359–365, doi:10.1038/7594.
- K. Yamada, Z. Chen, R. Rozen, R. G. Matthews: Effects of common polymorphisms on the properties of recombinant human methylenetetrahydrofolate reductase. In: PNAS. Vol. 98, Nr. 26, 2001, S. 14853–14858, doi:10.1073/pnas.261469998.